# Olaus Petri
Olof Persson (quelquefois Petersson) né le 6 janvier 1493 à Örebro, mort le 19 avril 1552 à Stockholm, plus connu sous la forme latine de son nom, Olaus Petri (ou moins communément Olavus Petri), était un ecclésiastique, un écrivain et un contributeur majeur à la Réforme protestante en Suède. Son frère, Laurentius Petri, devint le premier Archevêque de Suède protestant. Lui et son frère Laurentius sont fêtés par l'Église évangélique luthérienne en Amérique le 19 avril.